# Mojarî, Ovruci
Mojarî (în ucraineană Можари) este localitatea de reședință a comunei Mojarî din raionul Ovruci, regiunea Jîtomîr, Ucraina.

## Demografie
Componența lingvistică a localității Mojarî
     Ucraineană (99,35%)
     Alte limbi (0,64%)
Conform recensământului din 2001, majoritatea populației localității Mojarî era vorbitoare de ucraineană (99,35%), existând în minoritate și vorbitori de alte limbi.